# Bejt Chašmonaj
Bejt Chašmonaj (hebrejsky בֵּית חַשְׁמוֹנַאי, doslova „Hasmoneův dům“, v oficiálním přepisu do angličtiny Bet Hashmonay, přepisováno též Beit Hashmonay) je vesnice typu společná osada (jišuv kehilati) v Izraeli, v Centrálním distriktu, v Oblastní radě Gezer.

## Geografie
Leží v nadmořské výšce 113 metrů na pomezí hustě osídlené a zemědělsky intenzivně využívané pobřežní nížiny a regionu Šefela. Severovýchodně od vesnice protéká Nachal Ajalon.
Obec se nachází 22 kilometrů od břehu Středozemního moře, cca 25 kilometrů jihovýchodně od centra Tel Avivu a cca 32 kilometrů severozápadně od historického jádra Jeruzalému. Bejt Chašmonaj obývají Židé, přičemž osídlení v tomto regionu je etnicky převážně židovské. Pouze ve městech Lod a Ramla severně odtud žije cca dvacetiprocentní menšina izraelských Arabů.
Bejt Chašmonaj je na dopravní síť napojen pomocí lokální silnice číslo 424. Východně od obce probíhá dálnice číslo 1 spojující Tel Aviv a Jeruzalém, která se tu kříží se silnicí dálničního typu číslo 431 vedoucí do města Modi'in-Makabim-Re'ut.

## Dějiny
Bejt Chašmonaj byl založen v roce 1972. Jméno vesnice odkazuje na Šim'ona Thassiho z rodu Hasmoneovců, který měl v tomto regionu v 2. století před naším letopočtem mocenskou základnu. Založení nynější osady iniciovala Židovská agentura pro usídlení zejména učitelů, kteří působili na zdejší regionální škole Ajalon. V první fázi se tu usadilo 15 rodin. Od roku 1987 sídlí v obci úřady Oblastní rady Gezer. Dále tu funguje regionální základní i střední škola, mateřské školy, synagoga, knihovna a sportovní areály.
Roku 2004 začala výrazná stavební expanze obce sestávající ze 350 domů. Dokončení se plánuje v závěru roku 2010.

## Demografie
Podle údajů z roku 2014 tvořili naprostou většinu obyvatel v Bejt Chašmonaj Židé - cca 2100 osob (včetně statistické kategorie "ostatní", která zahrnuje nearabské obyvatele židovského původu ale bez formální příslušnosti k židovskému náboženství, cca 2200 osob).
Jde o menší obec vesnického typu s dlouhodobě prudce rostoucí populací. K 31. prosinci 2014 zde žilo 2158 lidí. Během roku 2014 populace stoupla o 1,5 %.
| Rok            | 1972 | 1983 | 1995 | 2001 | 2003 | 2004 | 2005 | 2006 | 2007 | 2008 | 2009 | 2010 | 2011 | 2012 | 2013 | 2014 |
| -------------- | ---- | ---- | ---- | ---- | ---- | ---- | ---- | ---- | ---- | ---- | ---- | ---- | ---- | ---- | ---- | ---- |
| Počet obyvatel | 37   | 77   | 996  | 857  | 857  | 914  | 927  | 1171 | 1484 | 1649 | 1509 | 1736 | 2010 | 2087 | 2127 | 2158 |